# Vicenç Vacca i Roca
Vicens Vacca i Roca (Granollers, 1924-2008) va ser un destacat atleta i músic de jazz.
Nascut l'any 1924 al si d'una família que comercialitzava ràdios i gramoles, des de molt jove escoltava discos de jazz. El 1935 és un dels impulsors de la fundació del Jazz Club Granollers i a la dècada de 1940 va debutar en un trio de jazz i ballables amb Pere Crusellas i Albert Cerezo. Influït com a guitarrista per Jordi Pérez Vallmajor, d'El Lirio Campestre, Vacca es va decidir a provar el flabiol arribant a esdevenir un mestre a l'hora de fer jazz amb aquest petit instrument arribant a rebre elogis d'una de les principals publicacions internacionals del gènere, Jazz Echo.
La seva activitat musical és extensa durant les dècades dels 50 i 60, destacant el Conjunt Pleyel. Sempre va seguir lligat al Jazz de la seva ciutat natal (en el rebatejat "Club de Ritmo" després de la guerra civil). El 1971 col·labora en l'obertura de la Jazz Cava de Terrassa amb el Modern Jazz Quintet
El 2012 es va realitzar un documental sobre la seva figura.
En la seva faceta d'atleta fou campió (1942) i subcampió (1943) de Catalunya en salt d'alçada i medalla de bronze en el Campionat d’Espanya (1943), representant el Club Atlètic Granollers.